# 鎌田彌彥
鎌田彌彥（1877年4月1日—1966年6月15日），為日本鹿兒島縣出身的陸軍軍人。

## 生平簡介
- 1877年（明治10年）：4月1日出生於鹿兒島縣。
- 1898年（明治31年）：成為日本陸軍士官學校第10屆畢業生。
- 1899年（明治32年）：6月晉升為步兵少尉。
- 1920年（大正9年）：在北京駐任為步兵隊長。
- 1921年（大正10年）：7月晉升為步兵上校、並成為神戶連隊區的司令官。
- 1923年（大正12年）：8月異動為步兵第39連隊的隊長。
- 1926年（大正15年）：3月晉升為陸軍少將、就任為步兵第32旅團長。
- 1927年（昭和2年）：7月歸任第11師團司令部。
- 1930年（昭和5年）：8月調到台灣擔任守備隊司令官，同年10月月底受命鎮壓引發「霧社事件」的賽德克族。
- 1931年（昭和6年）：3月晉升陸軍中將。
- 1932年（昭和7年）：2月提拔為近衛師團長。
- 1933年（昭和8年）：8月編為預備役。
- 1966年（昭和41年）：6月15日去世、享年89歲。

## 相關影視作品
- 風中緋櫻：（2003年公視電視劇）：演員土井高司
- 賽德克巴萊：（2011年電影）：由河原佐武飾演。